# Tautocerus stramineus
Tautocerus stramineus är en insektsart som beskrevs av Kae Kyoung Kwon 1985. Tautocerus stramineus ingår i släktet Tautocerus och familjen dvärgstritar. Inga underarter finns listade i Catalogue of Life.